# 紅蓮紀
『紅蓮紀』（ぐれんき）は、武若丸による日本の漫画作品。「コミック百合姫(一迅社)」で連載されていたが、途中で中断されている。単行本は既刊3巻。

## あらすじ
平凡な学園生活を送っていた少女、美阿 蘇芳(よしあ すおう)はある日、学校の池から現れた女性、クレオ・レヴィジスターと出会う。クレオは自らを魔界の皇女、そして蘇芳の主人と名乗り、蘇芳は首輪を付けられる。その日から蘇芳の、クレオの「シェリヴィ(魔力の受け皿でパートナー)」としての波乱の日々が始まった。

## 登場人物
美阿 蘇芳(よしあ すおう)
主人公。一人称は「ボク」。幼少期の記憶がなく、姉の茜と二人暮らしをしている。学校のマスコット的存在。
クレオ・レヴィジスター
魔界の皇女。蘇芳の前に突然現れ、彼女と契約する。
桃乃木 うらら(もものぎ うらら)
蘇芳の親友。お嬢様タイプで、甲斐甲斐しく蘇芳の世話を焼く。
季鬼(きき)
怪力の鬼の娘。うららと仲がいい。
美阿 茜(よしあ あかね)
蘇芳の姉。
ジェミニー
クレオの世話係の魔物。愛らしい口調で話す。岩塩が好物。

## 既刊一覧
- 1巻 ISBN 978-4-7580-7031-7
- 2巻 ISBN 978-4-7580-7051-5
- 3巻 ISBN 978-4-7580-7080-5